# Агама (индуизм)
А́гама (санскр. आगम, IAST: āgama) — термин в индуизме. Употребляется как общее название одной из категорий индуистских священных писаний и также применяется для обозначения конкретных текстов некоторых направлений индуизма. К агамам принадлежит большое количество индуистских санскритских текстов. Существуют шиваитские, вайшнавские и шактистские агамы. В шиваитских агамах высшей реальностью провозглашается Шива. В вайшнавских агамах (Панчаратре и Вайкханаса-самхитах) верховным Богом объявляется Вишну. В шакта-агамах (Тантрах) как верховному божеству поклоняются Шакти — супруге Шивы и божественной матери Вселенной. В каждом из этих сборников текстов объясняются богословие и философия каждого из этих направлений индуизма. К категории агам также относятся наиболее авторитетные источники по йоге и её методам. Агамы иногда также называют тантрами.

## Агамы в шиваизме
Шиваитские агамы являются строго теистическими и описывают Шиву как Всевышнего Господа, имманентного и трансцендентного. Подразделяются на 64 «кашмирских Шайва-агамы» (64 тантры Трика) и 28 агам шайва-сиддханты. К последней группе относятся основополагающие писания школы шайва-сиддханта. Из них десять принадлежат к категории «шивабхеда» и считаются дуалистическими. Восемнадцать агам относятся к категории «рудрабхеда» и являются недуалистическими. Риши Тирумулар в своем Тирумантирам упоминает о 28-ми агамах и перечисляет названия девяти. Из них восемь — Карана, Камика, Вира, Чинтья, Ватула, Вимала, Супрабхеда и Макута — находятся в ниже приведенном списке 28-ми агам, а девятая, Калоттара, в настоящее время считается Упагамой, то есть вспомогательным текстом, Ватулы.
Камика — это агама, которой наиболее широко пользуются в тамильских шиваитских храмах, поскольку к ней имеется комментарий-руководство (паддхати) Агхорашивы.
Вира-шиваиты особо почтительно относятся к Ватула-агаме и Вира-агаме. Писания Шайва-агам более, чем что-либо другое, объединяют все школы шиваизма. Сами агамы утверждают, что все они полностью согласуются с учениями Вед, содержат сущность Вед и должны изучаться с той же высокой степенью преданности.
Упагамы — это вторичные агамы. Большой свод текстов, похожих по характеру на основные агамы. Каждая из 28-ми сиддхантистских Шайва-агам имеет до 16-ти связанных с ней Упагам, которые дают более точную или подробную информацию по основному тексту, всего известно 207 или 208 Упагам.
Каждая агама содержит обычно 4 части-канды:
1. Видья-канда или джнана-канда — о знании, философии;
2. Йога-канда — о методах йоги;
3. Крия-канда — о действиях;
4. Чарья-канда — о практиках.

Крия-канда и Чарья-канда излагают различные способы поклонения, процедуры установки мурти в храмах и другие традиционные способы религиозного служения. Но шиваизм это не только лишь следование религиозным традициям. Это духовный путь обретения йоги — живой связи с Богом и джнаны — знания как видения и опыта. Соответствующие разделы агам излагают содержание этих форм духовного опыта. В части Йога-канда излагается природа Шива-таттвы, связи между Шивой и космосом, отношения между дживой и Шивой. Пути йоги как связи души и Бога. Наиболее важной является Джнана-канда, так в ней даётся результат всего пути, сиддханта, заключение.
Из 28 Шайва-агам 10 считаются принадлежащими самому Шиве: 1. Камика 2. Йогаджа 3.Чинтья 4. Карана 5. Аджита 6. Дипта 7. Сукшма 8. Сахасрак 9. Аншуман 10. Супрабха.
Другие 18 принадлежащими перу различных учителей и риши имевших прямое видение Шивы: 11. Виджая 12. Нишваса 13. Сваямбхува 14. Аджнеяка 15. Бхадра 16. Раурава 17 Макута 18. Вимала 19. Чандраджняна 20. Мукхайугбиба. 21. Удгита 22. Лалита 23. Сиддха 24. Сантана 25. Нарасимха 26. Кирана 27. Парамешвара 28.Пара
Все эти 18 были поведаны Шивой святым ради блага преданных посвящённых.

## Агамы в шактизме
В шактизме известно 77 агам, которые делятся на три категории:
- 5 Сабхагам — обучают навыкам, ведущим к познанию и освобождению;
- 64 Каулагамы — которые обучают навыкам, имеющим целью развитие магических сил;
- 8 Мишрагам — которые имеют целью и то и другое.